# Oligochaeta minima
Oligochaeta minima là một loài thực vật có hoa trong họ Cúc. Loài này được (Boiss.) Briq. mô tả khoa học đầu tiên năm 1930.